# Petr Vícha
Petr Vícha (ur. 25 września 1963 w Karwinie) – czeski inżynier, samorządowiec i polityk, od 1994 burmistrz Bogumina, senator Republiki Czeskiej (od 2006).

## Życiorys
Po ukończeniu szkoły średniej w Boguminie kształcił się w Wyższej Szkole Górniczej w Ostrawie (obecnie: Wyższa Szkoła Górnicza – Uniwersytet Techniczny w Ostrawie), następnie pracował jako inżynier technolog w przedsiębiorstwie miejskim. W 1991 rozpoczął pracę w urzędzie miejskim w Boguminie. W listopadzie 1994 został wybrany w skład Rady Miejskiej, następnie zaś objął urząd burmistrza. Reelekcję na to stanowisko uzyskiwał w latach 1998, 2002 i 2006.
Od 2000 zasiadał w sejmiku kraju morawsko-śląskiego. W 2006 został wybrany senatorem Republiki Czeskiej w okręgu Karwina. Od 1995 jest członkiem Czeskiej Partii Socjaldemokratycznej, był jej wiceprzewodniczącym ds. polityki samorządowej (2005–2009). W listopadzie 2008 objął funkcję przewodniczącego klubu senackiego ČSSD.